# Zgornja Voličina
Zgornja Voličina este o localitate din comuna Lenart, Slovenia, cu o populație de 560 de locuitori.